# 基什托尔马奇
基什托尔马奇，是匈牙利佐洛州所辖的一个村，总面积12.20平方公里，总人口167，人口密度13.7人/平方公里（2010年1月1日）。